# Юрячковская
Юрячковская — река в Таймырском Долгано-Ненецком районе Красноярского края, левый приток Енисея, длина реки 17 километров.
Высота истока — 57 м над уровнем моря. Вытекает из малого безымянного озера восточнее озера Тайменье, извиваясь, течёт по низменной тундре, среди мелких озёр, в северо-восточном направлении. многочисленные притоки Юрячковской невелики и названий не имеют. Впадает в Енисей у южной оконечности речного острова Третий Шельмовский, на расстоянии 464 км от устья.
По данным государственного водного реестра России относится к Енисейскому бассейновому округу. Код водного объекта — 17010800412116100106459.